# (838) Seraphina
(838) Seraphina – planetoida z pasa głównego asteroid okrążająca Słońce w ciągu 4 lat i 341 dni w średniej odległości 2,9 au. Została odkryta 24 września 1916 roku w Landessternwarte Heidelberg-Königstuhl w Heidelbergu przez Maxa Wolfa. Pochodzenie nazwy nie jest znane. Przed jej nadaniem planetoida nosiła oznaczenie tymczasowe (838) 1916 AH.